# Beherovka
Beherovka (češko Becherovka) je grenak zeleno-rumeni liker iz Karlovih Varov (Karlovy Vary), Češka, ki se prodaja že od leta 1807. Nekateri ji pravijo tudi kar »trinajsti vrelec Karlovih Varov«.
Običajno se servira ohlajena in se jo pogosto uporablja kot pomoč pri prebavljanju ali digestiv. Prav tako se jo servira tudi s tonik vodo, v tem primeru pa je koktajl znan pod imenom »Beton«. Je tudi sestavina različnih drugih koktejlov.

## Zgodovina Beherovke
Izumitelj Becher Bitter je bil Josef Vitus Becher (1769–1840) iz Karlovih Varov. Poleg trgovanja z začimbami in kolonialnim blagom v svoji trgovini "Dům U Tří skřivanů" ("Hiša treh škrapcev") je proizvajal tudi alkoholne pijače. Leta 1794 je najel tiho hišo in začel eksperimentirati s trdim alkoholom.
Leta 1805 je princ Maxmillian Friedrich von Plettenberg prispel v Karlove Vare na zdravljenje v spremstvu svojega osebnega zdravnika dr. Christiana Frobriga iz Anglije. Frobrig se je z Josefom Becherjem pogovarjal o moči zelišč in receptu za nov liker. Becher je ta recept preizkušal dve leti, nato pa je začel prodajati novi liker »English Bitter«, ki je bil namenjen zdravljenju želodčnih bolezni.
Josefov sin Johann Nepomuk Becher je prevzel hišo leta 1838. Zgradil je novo tovarno in velja za ustanovitelja podjetja. Njegov izdelek se je prodajal pod imenom »Becher Carlsbad Bitter Liqueur« od približno 1830-ih let naprej.
Med prvo svetovno vojno so njegov Karlsbader Becherbitter prodajali na Češkem, v Avstriji, Nemčiji, na Poljskem, v Španiji, Italiji, Turčiji in Egiptu. Po koncu prohibicije v ZDA je bil Becherbitter naprodaj v tej državi in štiri leta pozneje tudi v Angliji. Po drugi svetovni vojni je Karlsbader Becherbitter postal znan kot Becherovka po razlastitvi in nasilnem izgonu nemškega prebivalstva Karlsbada s strani češke države (glej Beneševe odloke). Becherovka je postala eden najbolj priljubljenih češkoslovaških izvoznih artiklov.
Od leta 1998 do 2003 se je prodajala tudi slovaška različica. Doma ga je izdelal Zdeněk Hoffmann iz Domažlic in prodajal v slovaških trgovinah. Hoffmann je trdil, da je Alfred Becher svojemu dedku dal recept leta 1939 s pravico do proizvodnje izdelka, saj ga je skrbelo, da skrivnost njegovega recepta morda ne bo preživela vojne. A tega Hoffmannu na sodišču ni uspelo dokazati in ga je leta 2008 okrožno sodišče obsodilo na leto in pol zapora.
Češki proizvajalec pravi, da skrivnost celotnega proizvodnega procesa poznata le dve osebi in imata vstop v sobo Drogikamr – kjer enkrat na teden mešata zelišča in začimbe, uporabljene v pijači. Nekatera zelišča so uvožena iz tujine, nekatera rastejo v okolici Karlovih Varov.

## Izdelava Beherovke
Da se izdela Beherovka, se potopi za en teden vreče iz blaga z različnimi začimbami (med njimi semeni janeža in cimet) ter okoli 32 zelišči, (točna sestava je skrivnost) v tank z alkoholom. Po tednu dni se tekočina pomeša z vodo in sladkorjem ter pretoči v hrastove sode, v katerih se stara 2 meseca. Po tem času se napolnijo značilne zelene, ploščate steklenice.

## Proizvajalec
Proizvajalec Beherovke je družba Jan Becher — Karlovarská Becherovka, a.s., ki je bila ustanovljena pred 200 leti v prvem desetletju 19. stoletja. Leta 1807 je Josef (Jan) Becher, lekarnar iz Karlovih Varov, pričel prodajati grenčico po lastnem receptu kot tonik v medicinske namene. Leta 1841 je Josef Becher svoje uspešno podjetje predal sinu Johannu. Johann je pričel z masovno proizvodnjo in ime Becher je neločljivo povezano z Beherovko vse do danes.
V naslednjih stotih letih (do 1945) se je vodenje podjetja prenašalo znotraj družine Becher. Po II. svetovni vojni je bila družba nacionalizirana, zadnja lastnica pred zaplembo Hedda Baier-Becher, je umrla leta 2007.

## Koktajli
Nekateri ga postrežejo s tonično vodo, pri čemer naredijo napitek, imenovan beton (beherovka in tonik), kar v češčini in mnogih drugih jezikih pomeni "beton". Ta koktajl je bil prvotno ustvarjen za Expo '67 v Montrealu kot osvežitev, ki jo bodo postregli v češkem paviljonu. V 90. letih se je izkazalo za zelo priljubljeno tudi na Češkem.Notranje povezave